# 施特拉尔松德之战 (1809年)
施特拉尔松德之战（法语：Bataille de Stralsund）发生于1809年5月31日。属于第五次反法同盟的一部分。此役中，由费迪南·冯·希尔（Ferdinand von Schill）率领的普鲁士自由军团和拿破仑的法国军队在施特拉尔松德进行巷战。最终自由军团被击败，希尔本人在战斗中阵亡。

## 序幕

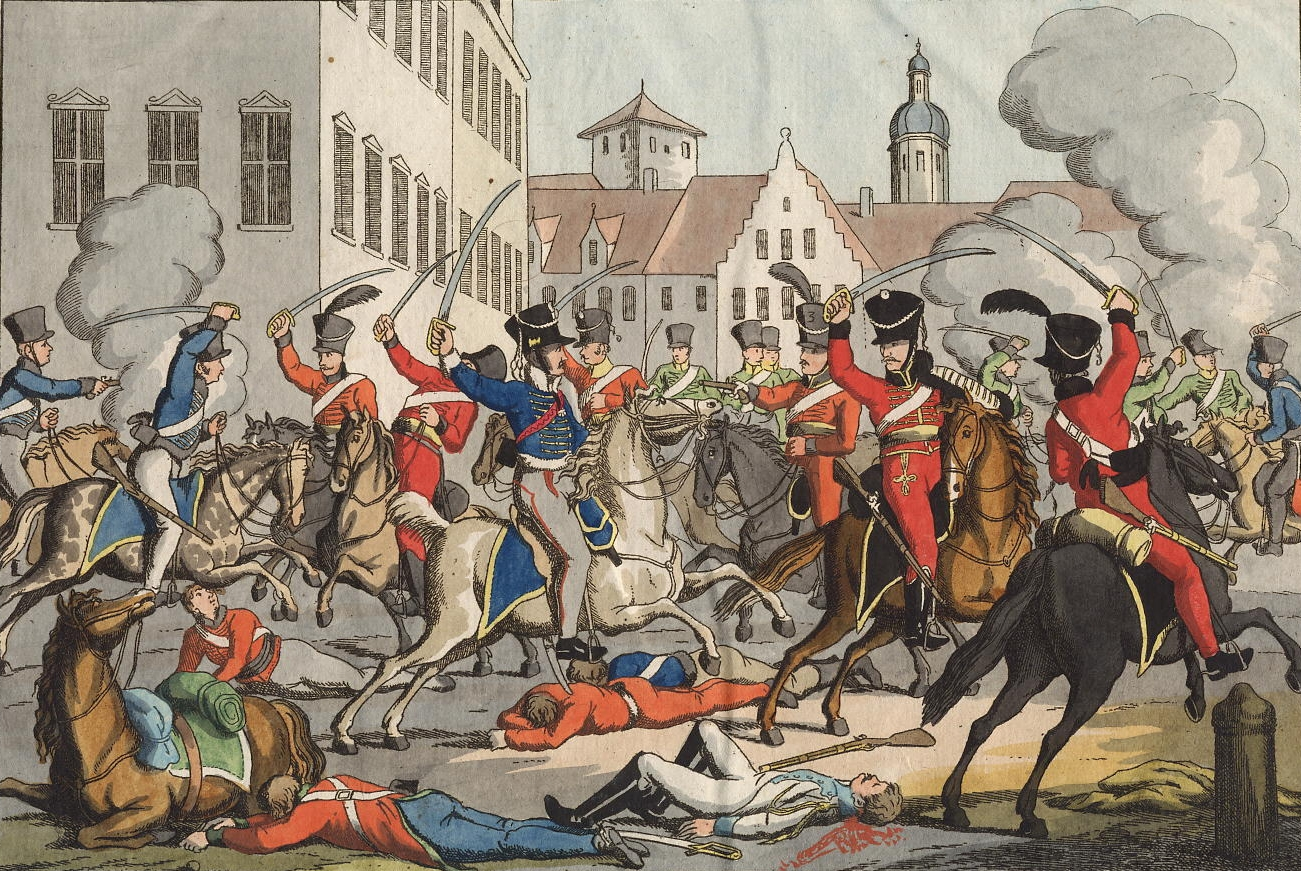
费迪南·冯·希尔被杀

施特拉尔松德是瑞典波美拉尼亚波罗的海的一个港口，在第四次反法同盟期间被围困后向法国投降。在这场战争中，普鲁士上尉费迪南·冯·希尔在1806年使用游击战术切断了法军的补给线，从而脱颖而出。1807年，他组建了自由军团并数次成功袭扰当地的法国士兵，他本人则成为一位爱国者模范。1807年7月9日提尔西特和约签署后，他的军团解散，希尔晋升为少校，并被授予功勳勳章，成为德国抵抗运动和爱国运动的英雄。
1809年1月和2月，在法占威斯特法伦的德国抵抗运动邀请希尔领导当地起义。他在4月同意并起草了一份公告，但被法国人截获。希尔于4月27日离开柏林，当时法军威胁将其逮捕。希尔率领100名骠骑兵，向西南方向前往威斯特法伦，以煽动反法叛乱，但法国在雷根斯堡战役中获胜的消息使他改变了计划。希尔向北转向以占领一个可用港口，并希望英国海军一起抵抗拿破仑。

## 战斗
希尔于5月25日带着2,000人短暂占领了施特拉尔松德。5月31日，由法国将军领导的6,000名丹麦士兵、荷尔斯泰因士兵、荷兰士兵和法国士兵组成的部队开始对希尔的自由军团展开对抗，并于5月31日在城内与希尔对峙。那时，希尔在施特拉尔松德共有1,490名士兵，其中包括来自吕根岛国防军的300名瑞典士兵，以及由弗里德里希·古斯塔夫·冯·彼得松（Friedrich Gustav von Petersson）领导的200名前瑞典士兵组成的民兵部队。
大约4,000名荷兰士兵由皮埃尔·纪尧姆·格拉提扬指挥，另外1,500名丹麦士兵由约翰·冯·艾华德将军指挥。荷兰部队包括第6步兵团、第9步兵团、第2骑兵团、两个骠骑兵中队和两个炮兵连。法国盟军士兵进入城镇后与希尔的自由军团进行了巷战。希尔和他的300-400名士兵当场阵亡。另有568人被俘，其中包括彼得松，他在四天后被处决。此外，有400到500名自由军团的士兵设法逃脱。荷兰部队在此役中损失了173人，丹麦部队则损失了68人。

## 后果

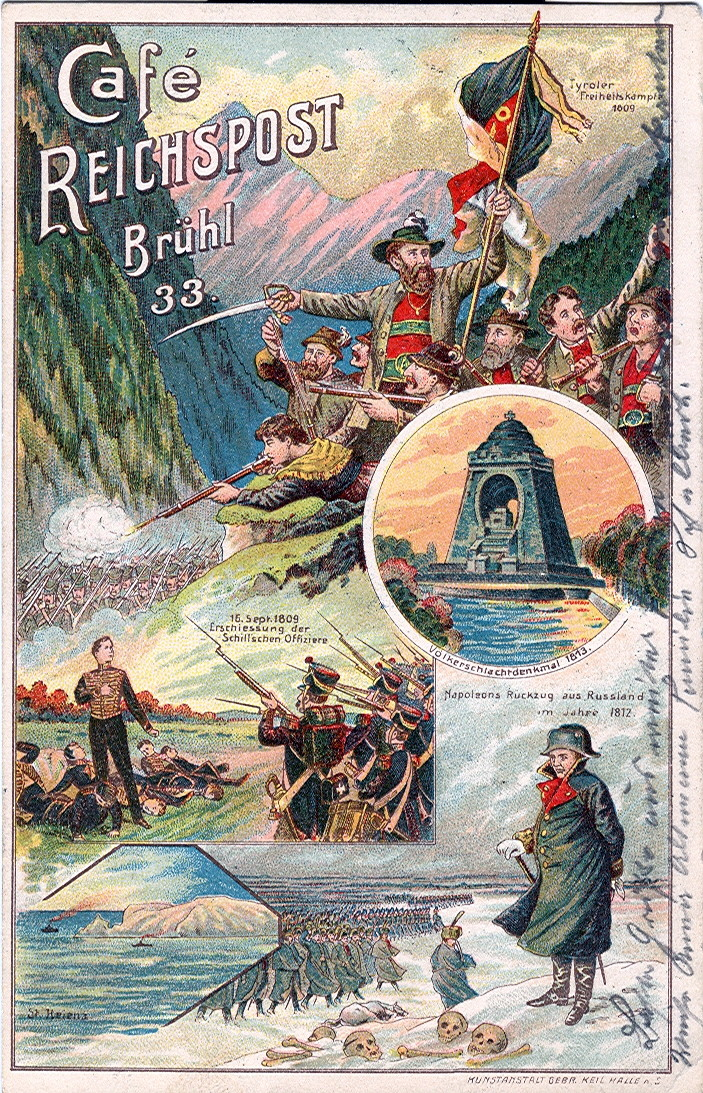
法军处决希尔的副官（左中）

希尔麾下的11名军官被带到不伦瑞克，后来在拿破仑·波拿巴的命令下在韦塞尔被处决。超过500名希尔的士兵被俘虏。希尔的头颅被送到荷兰莱顿的公共图书馆展出，直到1837年才被埋葬在不伦瑞克。
并非只有希尔计划煽动普鲁士人民反抗法军。其他著名的策划者是不伦瑞克公爵腓特烈·威廉和卡斯珀·冯·多恩伯格。他们都将奥地利的抵抗和第五次反法同盟视为将拿破仑·波拿巴驱逐出德国北部的绝佳机会。然而，希尔在施特拉尔松德的失败彻底结束了德国民众起义的幻想。

## 脚注
1. 1 2  Gill 2010，第165頁.
2. 1 2 3 4  Gill 2010，第168頁.
3. 1 2 3  Jacques 2006，第973頁.
4. ↑  Clark 2006，第347頁.
5. ↑  Clark 2006，第348頁.
6. 1 2  Parkinson 2001，第86頁.
7. 1 2 3  Meckenstock 2004，第435頁.
8. 1 2  Parkinson 2001，第87頁.
9. ↑  Pelet 2009，第32頁.
10. ↑  Pivka & Warner 1980，第17頁.
11. ↑  Pelet 2009，第33頁.
12. ↑  Hasubek & Kreutzer 1987，第1118頁.
13. ↑  Clark 2006，第349頁.
14. ↑  Wienecke-Janz 2008，第142頁.